# 8 Północny Pułk Strzelecki
8 Północny Pułk Strzelecki (ros. 8 Северный стрелковый полк) – oddział wojskowy Białych podczas wojny domowej w Rosji.
Pułk został sformowany w poł. lipca 1919 r. na bazie oddziałów partyzanckich rejonu pinieżskiego. Na jego czele stanął ppłk Brodianski, którego zastąpił ppłk (mianowany pułkownikiem) Linsen. Oddział wszedł w skład Wojsk Rejonu Pinieżskiego. Działał nad dolną częścią rzeki Pinega. Późnym latem w pułku doszło do wybuchu buntu części żołnierzy, którzy zabili niektórych oficerów. Zdobyli oni kasę pułkową, po czym zbiegli na pozycje bolszewickie. Pułk został zniszczony w lutym 1920 r.